# Andi, Estland
Andi är en by (estniska: küla) i Haljala kommun i landskapet Lääne-Virumaa i norra Estland. Byn ligger sydväst om den större byn Eisma, nära Finska viken. Ån Vainupea jõgi passerar söder om byn.
I kyrkligt hänseende hör byn till Haljala församling inom den Estniska evangelisk-lutherska kyrkan.
Före kommunreformen 2017 hörde byn till dåvarande Vihula kommun.
Vid folkräkningen 2011 räknades byn som obebodd.